# Carry On (canção de Donna Summer)
"Carry On" é uma canção de Donna Summer e Giorgio Moroder, gravada para o álbum Forever Dancing. A música foi a primeira vencedora da categoria dos Grammy Awards criada em 1998, Best Dance Recording.